# Đorđe Višacki
Đorđe Višacki oder Djordje Visacki (serbisch-kyrillisch Ђорђе Вишацки; * 4. Februar 1975 in Belgrad) ist ein ehemaliger serbischer Ruderer, der 2001 Vizeweltmeister im Zweier ohne Steuermann war.

## Sportliche Karriere
Višacki startete 1994 startete er im Zweier ohne Steuermann beim Nations Cup, dem Vorläufer der U23-Weltmeisterschaften, und belegte dort den vierten Platz; im Jahr darauf gewann er den Titel im Vierer mit Steuermann. 1996 erreichte Višacki mit dem gesteuerten Vierer den sechsten Platz sowohl beim Nations Cup als auch bei den Weltmeisterschaften in der Erwachsenenklasse. 1997 war er beim Nations Cup Sechster im Zweier ohne Steuermann, bei den Weltmeisterschaften 1997 belegte er den achten Platz im Zweier mit Steuermann.
Bei den Weltmeisterschaften 1998 in Köln traten Nikola Stojić und Đorđe Višacki im Zweier ohne Steuermann an und gewannen die Bronzemedaille hinter den deutschen Detlef Kirchhoff und Robert Sens sowie den Australiern Drew Ginn und Mike McKay. 1999 trat Višacki international nicht in Erscheinung, 2000 ruderte er wieder zusammen mit Nikola Stojić im Zweier. Die beiden gewannen beim Ruder-Weltcup in München, bei den Olympischen Spielen in Sydney belegten sie den fünften Platz.
Bei den Weltmeisterschaften 2001 gewannen im Zweier ohne Steuermann die Briten James Cracknell und Matthew Pinsent vor Stojić und Višacki. Ein Jahr später belegten die beiden Serben den fünften Platz bei den Weltmeisterschaften in Sevilla. 2003 trat Višacki im Vierer ohne Steuermann an, das Boot belegte den 19. Platz bei den Weltmeisterschaften 2003. Bei den Weltmeisterschaften 2004 in den nichtolympischen Bootsklassen erreichte Višacki zum Abschluss seiner Karriere den vierten Platz im Zweier mit Steuermann.
Der 1,98 m große Đorđe Višacki ruderte für Partizan Belgrad. Er studierte in Berkeley und machte 2008 seinen Master in Sportmanagement in Lyon. Seit 2009 ist er Generalsekretär beim Olympischen Komitee Serbiens.